# Worldwar (Série)
Worldwar é uma série de romances de ficção científica de história alternativa escritos por Harry Turtledove. Sua premissa é uma invasão alienígena à Terra durante a Segunda Guerra Mundial, sendo uma tetralogia, seguida pela trilogia Colonization e o romance Homeward Bound. O intervalo de tempo da série varia de 1942 a 2031. A primeira série foi nomeada para um prêmio Sidewise de História Alternativa em 1996.

## Premissa
Worldwar lida com uma invasão que começa por volta de 30 de maio de 1942, por uma força de alienígenas que se autodenominam "a Raça", uma espécie reptiliana. Eles haviam alcançado a órbita da Terra em dezembro de 1941, mas atrasaram o ataque por vários motivos.
Embora a Raça tenha uma tecnologia mais avançada, suas informações sobre a humanidade foram coletadas por uma sonda enviada durante o século XII. Os invasores ficam surpresos ao descobrir que a humanidade havia progredido muito mais rapidamente do que qualquer outra espécie que eles haviam previamente estudado e conquistado. Ao contrário de suas expectativas, no momento da invasão, a tecnologia da Raça é apenas marginalmente mais avançada do que a tecnologia do século XX. Seu comandante hesita, e considera voltar atrás sem revelar sua presença para os humanos, mas finalmente decide evitar a desgraça desse curso de ação.
A narrativa segue as histórias que se cruzam de um grande número de personagens humanos e alienígenas. Notavelmente, a série mostra como as potências do Eixo e dos Aliados devem cooperar para combater a ameaça alienígena.

## Tema literário
Turtledove aborda o cenário de ficção científica dos romances com menos foco nos elementos tecnológicos e de fantasia tipicamente associados ao gênero. Ele demonstra maior preocupação com o papel dos assuntos mais mundanos, como as repercussões políticas de uma aliança entre os Aliados e o Eixo, o impacto que a presença de criaturas alienígenas tem sobre a sociedade humana e os modos

pelos quais a guerra é paradoxalmente um obstáculo, e, simultaneamente, um catalisador para o progresso da civilização.